# Trinitario Ruiz Capdepón
Trinitario Ruiz Capdepón (Orihuela, 20 de agosto de 1836-Madrid, 13 de febrero de 1911) fue un abogado, periodista y político español, ministro de Ultramar, ministro de Gobernación y ministro de Gracia y Justicia durante la regencia de María Cristina de Habsburgo-Lorena.

## Biografía
Nació el 20 de agosto de 1836 en la localidad alicantina de Orihuela. Licenciado en Derecho por la Universidad de Valencia en 1858, tras alcanzar el doctorado en 1859, inicia su carrera política en el seno de la Unión Liberal al tiempo que dirigía los periódicos La Unión y El Valenciano.

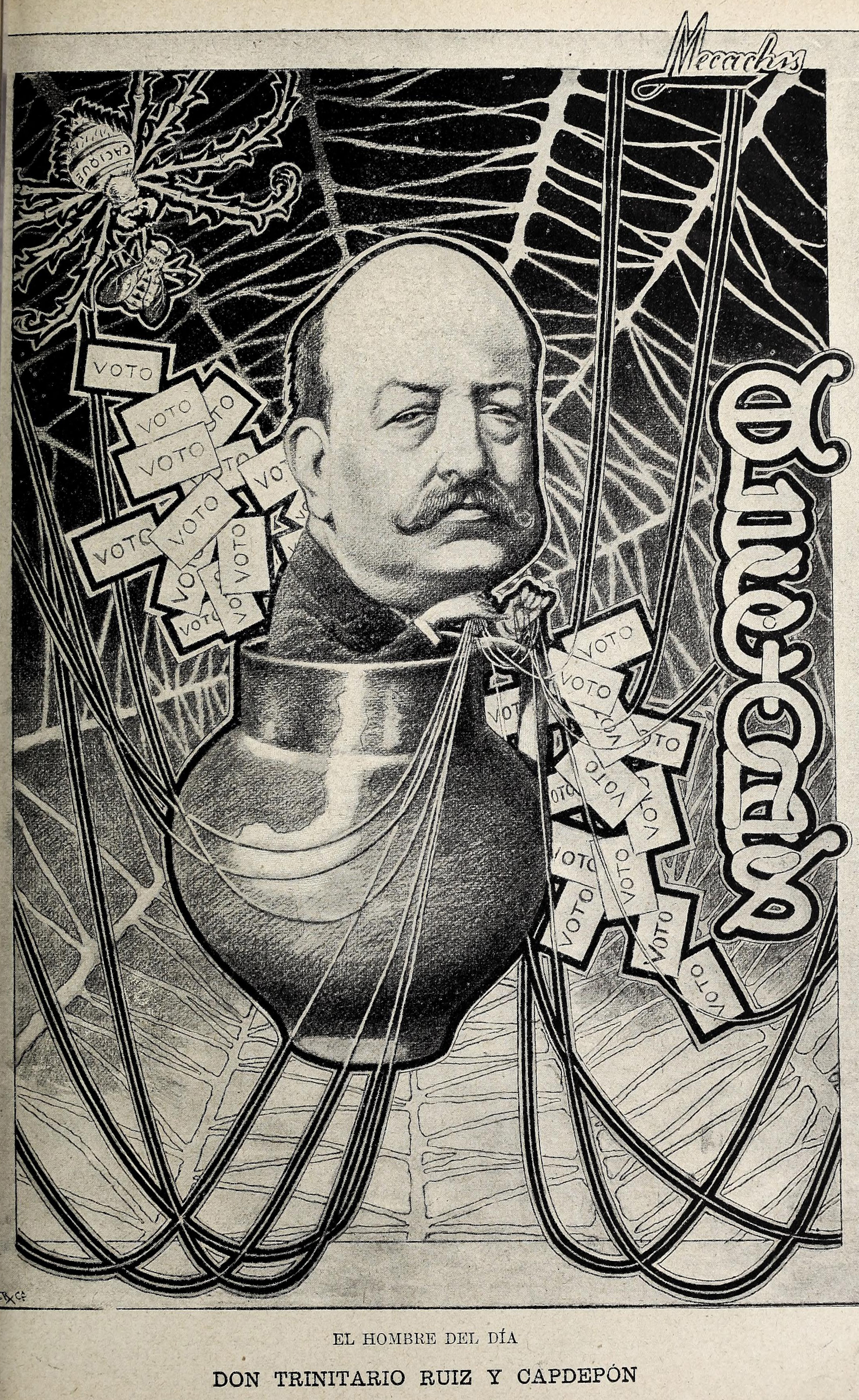
Caricatura de Ruiz Capdepón en Blanco y Negro por Mecachis (1898)

Con la Revolución de 1868 participa en la Junta Revolucionaria de Valencia fundando el Partido Constitucional con el que participará en las elecciones de 1869 obteniendo un escaño en el Congreso por el distrito valenciano de Játiva.
Tras promover la creación de dos nuevos periódicos, El Diario de Valencia y El Constitucional, pasa a militar en el Partido Liberal y obtiene nuevamente un escaño por Játiva en las elecciones de 1871 y abril de 1872. Tras no resultar elegido en el siguiente proceso electoral, volverá a obtenerlo en 1879 y, en 1881, vuelve a obtener acta de diputado en esta ocasión por la circunscripción de Alicante, escaño que volverá a obtener en las sucesivas elecciones celebradas entre 1886 y 1903, año en el que pasará al Senado como senador vitalicio.
Fue ministro de Ultramar entre el 14 de junio y el 11 de diciembre de 1888 en una gobierno que presidiría Sagasta pasando inmediatamente a ocupar la cartera de ministro de Gobernación en el siguiente gobierno formado por el líder liberal manteniéndose hasta el 5 de julio de 1890 y en la que destacó como impulsor de la creación del Cuerpo de Funcionarios de Correos. El 6 de julio de 1893 Sagasta volverá a reclamarlo para que formará parte de un nuevo gabinete como ministro de Gracia y Justicia cartera que desempeñaría hasta el y el 4 de noviembre de 1894 fecha en la que cesó para pasar a ocupar nuevamente la cartera de Gobernación hasta el 23 de marzo de 1895. Finalmente, entre el 4 de octubre de 1897 y el 4 de marzo de 1899 ocuparía por tercera vez el cargo de ministro de Gobernación.
Fue asimismo gobernador civil de Valencia (1881) y gobernador del Banco de España (1905-1906).
Falleció en Madrid el 13 de febrero de 1911.